# Maximilian Müller-Jabusch
Maximilian Müller-Jabusch (* 14. Dezember 1889 in Helmstedt; † 3. Januar 1961 in Berlin) war ein deutscher Journalist am Berliner Tageblatt und an der Vossischen Zeitung.

## Leben
Von 1927 bis 1940 war Müller-Jabusch Pressechef der Deutschen Bank. In den Jahren 1925 bis 1927 hatte er ein "Jahrbuch des öffentlichen Lebens, der Wirtschaft und der Organisation" mit dem Titel "Politischer Almanach" herausgegeben. Von 1. Mai 1946 bis zum 22. Oktober 1946 war er Gründungschefredakteur des Thüringer Tageblattes. Sein Nachfolger wurde Heinz Baumann. Nach seiner Flucht aus der sowjetischen Besatzungszone war er ab Oktober 1946 Mitherausgeber und Chefredakteur der Tageszeitung „Der Abend“ in Berlin. Diese Funktion hatte er bis zu seinem Tod inne.
1954 wurde ihm das Große Bundesverdienstkreuz verliehen.
Er wurde auf dem Waldfriedhof Dahlem beigesetzt.